# Краснознаменский сельский совет (Крым)
Краснознаменский сельский совет (укр. Краснознам'янська сільська рада, крымскотат. Krasnoznamenka köy şurası) — согласно законодательству Украины — административно-территориальная единица в Красногвардейском районе Автономной Республики Крым, расположенная в юго-западной части района в степной зоне полуострова. Население по переписи 2001 года — 2992 человека.
К 2014 году состоял из 6 сёл:
- Краснознаменка
- Радужное
- Рогово
- Симоненко
- Тимошенко
- Трактовое

## История
Краснознаменский сельский совет, судя по доступным источникам, был создан в 1950-х годах в составе Октябрьского района. На 15 июня 1960 года в составе совета числились следующие населённые пункты:

| - Белокаменка - Богатырь - Григорьевка - Дальнее - Дубровское - Ельня - Комаровка | - Котельниково - Краснознаменка - Красновка - Машино - Новопокровка - Пушкари - Разино | - Радужное - Рогово - Симоненко - Стахановка - Тимошенко - Трактовое |

Указом Президиума Верховного Совета УССР «Об укрупнении сельских районов Крымской области», от 30 декабря 1962 года, Октябрьский район был упразднён и сельсовет передали в состав Красногвардейского. К 1968 году был образован Полтавский сельский совет, в который отошли Григорьевка, Дубровское, Комаровка и Машино и Полтавка (бывшая Новопокровка), была ликвидирована Белокаменка, Богатырь включён в состав села Рогово. К 1977 году создан позже упразднённый Стахановский сельсовет, которому передали Стахановку, Дальнее и Котельниково, ликвидированы Куропатное (бывшее Разино) и Пушкари. Между 1 июня 1977 года (на эту дату сёла ещё числились в составе Краснознаменского совета) и 1985 годом (в перечнях административно-территориальных изменений после этой даты не упоминается) упразднены Ельня и Красновка и совет обрёл современный состав. С 12 февраля 1991 года сельсовет в восстановленной Крымской АССР, 26 февраля 1992 года переименованной в Автономную Республику Крым. С 21 марта 2014 года в составе Крыма аннексирован Россией. Законом «Об установлении границ муниципальных образований и статусе муниципальных образований в Республике Крым» от 4 июня 2014 года территория административной единицы была объявлена муниципальным образованием со статусом сельского поселения.